# Szepesi püspökök listája
Az alábbi lista a Szepesi egyházmegye püspökeinek névsorát tartalmazza.

## A püspökök listája
| Kép                 | Név                 | Funkció kezdete      | Funkció vége           | Megjegyzés                       |
| ------------------- | ------------------- | -------------------- | ---------------------- | -------------------------------- |
| Salbeck Károly      | Salbeck Károly      | 1776. március 13.    | † 1787. június 15.     |                                  |
| Révay János         | Révay János         | 1787                 | † 1806. január 9.      |                                  |
|                     | Üresedés            | 1806                 | 1807                   |                                  |
|                     | Brigido Mihály      | 1807                 | † 1816. június 23.     |                                  |
|                     | Üresedés            | 1816                 | 1818                   |                                  |
| Pyrker János László | Pyrker János László | 1818                 | 1820                   | Velencei pátriarkává nevezték ki |
|                     | Üresedés            | 1820                 | 1823                   |                                  |
|                     | Bélik József        | 1823                 | † 1847. március 5.     |                                  |
|                     | Üresedés            | 1847                 | 1848                   |                                  |
|                     | Jekelfalussy Vince  | 1848 júniusa         | 1849                   | Hivataláról lemondott            |
|                     | Üresedés            | 1849                 | 1850                   |                                  |
|                     | Zábojszky László    | 1850. szeptember 30. | † 1870. szeptember 11. |                                  |
|                     | Üresedés            | 1870                 | 1871                   |                                  |
| Samassa József      | Samassa József      | 1871. június 26.     | 1873. július 25.       | Egri érsekké nevezték ki         |
|                     | Üresedés            | 1873                 | 1874                   |                                  |
| Császka György      | Császka György      | 1874. február 27.    | 1891. október 27.      | Kalocsai érsekké nevezték ki     |
| Szmrecsányi Pál     | Szmrecsányi Pál     | 1891. december 1.    | 1903                   | Nagyváradi püspökké nevezték ki  |
|                     | Üresedés            | 1903                 | 1904                   |                                  |
| Párvy Sándor        | Párvy Sándor        | 1904. április 6.     | † 1919. március 24.    |                                  |
|                     | Üresedés            | 1919                 | 1920                   |                                  |
| Ján Vojtaššák       | Ján Vojtaššák       | 1920. november 13.   | † 1965. augusztus 4.   |                                  |
|                     | Üresedés            | 1965                 | 1989                   |                                  |
|                     | František Tondra    | 1989. július 26.     | 2011. augusztus 4.     | 75 éves kora miatt lemondott     |
|                     | Štefan Sečka        | 2011. augusztus 4.   | † 2020. október 28.    |                                  |
| Ján Kuboš           | Ján Kuboš           | 2020                 |                        |                                  |